# Билдана
Билдана (рум. Bâldana) — село у повіті Димбовіца в Румунії. Входить до складу комуни Тертешешть.
Село розташоване на відстані 31 км на північний захід від Бухареста, 43 км на південний схід від Тирговіште, 117 км на південь від Брашова.

## Населення
За даними перепису населення 2002 року у селі проживали 1950 осіб. Усі жителі села рідною мовою назвали румунську.
Національний склад населення села:
| Національність | Кількість осіб | Відсоток |
| -------------- | -------------- | -------- |
| румуни         | 1894           | 97,1%    |
| цигани         | 55             | 2,8%     |